# Antonio Fontán
Pour les articles homonymes, voir Antonio Pérez (homonymie), Fontán (homonymie) et Pérez.
Antonio Fontán Pérez, 1er marquis de Guadalcanal, né le 15 octobre 1923 à Séville et mort le 14 janvier 2010 à Madrid, est un journaliste, universitaire et homme d'État espagnol.
Membre de l'Union du centre démocratique (UCD), il devient en 1977 le premier président du Sénat après la fin du franquisme. En 1979, il est nommé ministre de l'Administration territoriale, fonction qu'il exerce un an seulement. Il se retire de la vie politique en 1982.

## Biographie

### Études
Antonio Fontán commence des études en philosophie et lettres à l'université de Séville, qu'il termine en 1944 à l'université de Madrid, en Espagne. Il y obtient son doctorat en 1948.
Par la suite, il entreprend des études de journalisme à l'École officielle de journalisme (EOP) de Madrid, qu'il achève en 1954.

### Professeur des universités et précepteur du Roi
Intéressé par l'enseignement, il devient professeur des universités de philologie latine à l'Université de Grenade, entre 1950 et 1953, à l'Université de Navarre, de 1956 à 1967, à l'Université autonome de Madrid, à partir de 1972 jusqu'à 1975, et enfin à l'Université complutense de Madrid entre 1975 et 1988.
Il est également membre du conseil privé du comte de Barcelone Juan de Bourbon à la fin de 1969, puis précepteur de Juan Carlos de Bourbon.

### Activité journalistique
Antonio Fontán est le fondateur de la revue L'Actualité espagnole, qu'il dirigea de 1952 à 1956.
Entre 1967 et 1971, il est rédacteur du journal Madrid, suspendu durant quatre mois par le régime franquiste pour son orientation libérale et démocrate, qui vaut à Fontán dix-neuf procès et dix peines d'amende.
Grand défenseur de la liberté d'expression, il est membre du comité international de l'International press institute (IPI), à Zurich, et président du comité national espagnol. Par la suite, il devient vice-président de la radio Cadena SER et président de l'agence de publicité CID.
À partir de 1990, il dirige la Nouvelle revue de la politique, de la culture et des arts, dont il est le fondateur.

### Président du Sénat
Avec Joaquín Garrigues Walker, il participe à la création du Parti démocrate d'Espagne.
À la suite de la fusion de son parti avec d'autres dans l'Union du centre démocratique, il est élu sénateur pour la province de Séville lors des élections constituantes du 15 juin 1977.
Le 13 juillet suivant, Antonio Fontán Pérez devient le premier Président du Sénat espagnol et conserve ce poste jusqu'à la fin de la législature, début 1979.
Au cours de son mandat sénatorial, il collabore à la rédaction de la Constitution démocratique espagnole sur ses thèmes favoris, la liberté d'expression et les droits fondamentaux.

### Ministre de l'Administration territoriale
Le 1er mars 1979, il est élu député pour Madrid au cours des élections législatives, puis est nommé, le 6 avril suivant, ministre de l'Administration territoriale dans le second gouvernement d'Adolfo Suárez.
Cependant, il est relevé de ses fonctions dès le remaniement ministériel du 3 mai 1980.

### Vie privée
Chrétien catholique, il appartient à l'Opus Dei. Il meurt à Madrid le 14 janvier 2010, à l'âge de 87 ans des suites d'une « longue maladie ».

## Distinctions
- Grand-croix de l'ordre de Charles III